# Дом ужасов Хаммера
Дом ужасов Хаммера (англ. Hammer House of Horror) — телесериал ужасов, одним из основателей которого является Джек Гилл (Jack Gill). Сериал создан известной киностудией Hammer Films. Первая серия вышла на экраны 13 сентября 1980 года. В России сериал был показан на телеканале НТВ в 1996 году в ночное время. В 1984 году на экраны вышел ещё один состоящий из 13 серий сериал студии Hammer House of Mystery and Suspense.

## Список эпизодов

### Ведьмино время (Witching Time)
У талантливого композитора музыки к фильмам ужасов Дэвида Уинтера (Джон Финч) начался период творческого кризиса. Кроме того он пристрастился к алкоголю, а его жена Мэри (Прунелла Джи) тайком встречается с его другом. Однажды Дэвид принял внушительную дозу антидепрессантов и решил погулять с собакой во дворе своего дома. Однако вдруг началась гроза и Дэвиду пришлось укрыться в сарае, где, к своему удивлению, обнаружил молодую красивую девушку по имени Люсинда Джессап (Патриция Куинн). Пораспрашивав её, Дэвид узнаёт, что она ведьма и сбежала из своего времени (XVII век) от расправы инквизиторов. Однако скоро ведьма куда-то исчезает и выясняется, что не было в тот день грозы.
Впервые серия была показана 13 сентября 1980 года. Режиссёр: Дон Ливер. В ролях: Джон Финч, Патриция Куинн, Прунелла Джи

### Тринадцатое воссоединение (The Thirteenth Reunion)
В городе появилась странная организация под названием «Мысли стройно», которая занимается лечением людей от ожирения за небольшую плату. Рут, журналистка женского журнала, по поручению руководства записывается в группы для написания статьи. В ходе курсов похудения она видит, что на членов группы орёт инструктор, оскорбляя их непотребными словами. Рут знакомится с Бэном и выясняет, что ему инструктор посоветовал есть всё подряд, но после приёма пищи не забыть принять таблетку, которая и рассосёт жир. В тот же вечер после приёма таблетки Бэн ехал на автомобиле и встретил себя, в результате чего не справился с управлением и разбился. Его тело хоронили в закрытом гробу, а гробовщика Эндрю (Джерард Келли) отстранили от его дел. Рут выясняет, что это первый случай подобных похорон. Вскоре в прессе стали появляться объявления о неком хирурге, который пересаживает на место повреждённой конечности новую, совсем здоровую. Рут «копает» дальше и раскрывает взаимосвязь организации «Мысли стройно» и деятельности хирурга.
Впервые серия была показана 20 сентября 1980 года. Режиссёр: Питер Сэсди. В ролях: Julia Foster, Gerrard Kelly, Warren Clarke

### Грубое пробуждение (Rude Awakening)
К работнику агентства по торговле недвижимостью Норману Шенли (Денхолм Элиот) приходит клиент (Джеймс Лоуренсон) с желанием продать унаследованный им загородный дом. Однако клиент не знал адреса и нарисовал Норману карту-схему для проезда к дому. Найдя дом Норману бросается в глаза красная телефонная будка, стоящая возле дома. Внутри дома Норман обнаруживает все признаки давнишнего запустения дома: большой слой пыли, паутина и т. д. Прохаживаясь по дому Норман вдруг услышал механический голос из лифта, предназначенного для сброса в него грязного белья. Голос несколько раз повторил зачем мистер Шенли убил свою жену, после чего открылся люк лифта и оттуда выпало мёртвое тело. После этого Норман проснулся и увидел свою жену рядом. Он пошёл на работу, где его секретарша (Люси Гаттеридж) превратилась уже в сексапильную девушку. Однако она ничего не помнит о прошлом клиенте. Норман уже посчитал это кошмарным сном, как вдруг в своём кармане обнаружил карту-схему проезда к дому клиента. Приехав снова он обнаруживает лишь пустое поле и красную телефонную будку, которая неожиданно звонит. Норман подходит и снимает трубку, звучит вопрос: "«Зачем Вы убили свою жену?». После этого Норман снова просыпается. После всё повторяется снова и снова до тех пор, пока Норман не убивает свою жену.
Впервые показан 27 сентября 1980 года. Режиссёр: Питер Сэсди. В ролях: Denholm Elliott, James Laurenson, Lucy Gutteridge

### Растущая боль (Growing Pains)
Ботаник Теренс Мортон (Гарри Бонд) разрабатывает протеиновую пищевую добавку, которая возможно сможет избавить человечество от голода. По мнению Теренса эта добавка поможет значительно прибавить в весе кроликам, которых можно использовать в пищу. Однако первые опыты привели к неудаче — подопытный кролик Хорас умер в мучениях. Проект был закрыт. Но однажды ночью сын Теренса Вильям приходит к лабораторию к отцу и съедает запасы этой добавки. Также как и кролик сын погибает в мученьях. Мать Лоренс Мортон (Барбара Келлерман) решает усыновить приёмного мальчика, которого зовут Джеймс (Мэттью Блэкстэд). Мальчик одного возраста с погибшим родным сыном, он хорошо учится, отличается изящными манерами. Однако в нём присутствует одна странность — он никогда не расстаётся со своим плюшевым кроликом, которого, так же как и погибшего подопытного кролика, зовут Хорас. Вскоре мальчик становится центром странных событий, происходящих в доме Мортонов.
Впервые серия была показана 4 октября 1980 года. Режиссёр: Francis Megahy. В ролях: Barbara Kellerman, Gary Bond, Matthew Blackstad

### Дом, истёкший кровью (The House that Bled to Death)
Однажды ничем не примечательным вечером старик убивает свою жену. Сначала он подсыпает что-то ей в чай, а затем зарубает топором. Долгое время дом, в котором было совершено убийство, пустовал. Но однажды в дом вселилась семья — Вильям (Николас Болл), Эмма (Рэйчел Дэвис) и их дочь София (Эмма Ридли, повзрослевшую играет Джоанна Уайт). После их въезда в дом начинают происходить странные вещи — включается сам по себе газовый кран, из стен течёт ржавчина и т. д. Тогда от своей соседки Джин (Пэт Мэйнард) они узнают историю убийства в этом доме. Странные события в то время начинают приобретать зловещий оттенок — погибает кот Софии Тимми, семья находит ножи кукри. Подозрение падает на соседку, так как большая часть неприятностей происходит при её появлении.
Впервые серия была показана 11 октября 1980 года. Режиссёр: Tom Clegg. В ролях: Nicholas Ball, Rachel Davies, Emma Ridley, Joanne White

### Идол по имени Чарли (Charlie Boy)
Три брата Майкл (Майкл Кульвер), Грэм (Лей Лоусон) и Фил (Майкл Дикс) мечтают создать свою собственную кинокомпанию под названием MGP. Вскоре умирает богатый дядя Джек и по наследству к племянникам переходит внушительная сумма денег. Грэм с удовольствием вкладывает свою часть в намеченное дело, однако остальные братья передумали. Грэм в отчаянии и гневе вспомнил, что его подруга Сара (Анжела Брюс) прихватила от наследства старинную куклу, которая служила в обрядах вуду. Грэм находит необходимую информацию по совершению обрядов вуду и терзает ножом фотографию, на которой изображены его братья, а затем втыкает нож в куклу, тем самым завершив обряд. На следующий день погибает от несчастного случая Майкл, а за ним и Фил. Всё бы ничего, но на снимке была и подруга Грэма, и он сам.
Впервые серия была показана 18 октября 1980 года. Режиссёр: Роберт Янг. В ролях: Анджела Брюс, Майкл Калвер, Майкл Дикс. Эпизодическую роль секретарши исполнила Джанет Филдинг (впервые на экране).

### Тихий крик (The Silent Scream)
Чак (Брайан Кокс) выходит из тюрьмы и даёт себе клятву что больше никто не посадит его за решётку. Его приходу многие рады: жена Энни (Элейн Доннелли) устраивает ему радостную встречу, а владелец магазина для животных Мартин Блюйек (Питер Кашинг) предлагает ему работу. Мартин посвящает Чака в свои планы по созданию открытых зоопарков, где животных будет сдерживать силовое поле. Вскоре Мартин покидает город и предлагает последить за его магазином и животными за щедрое вознаграждение Чаку. Чак соглашается не подозревая что станет жертвой Мартина попав в его клетку.
Впервые серия была показана 25 октября 1980 года. Режиссёр: Alan Gibson. В ролях: Peter Cushing, Brian Cox, Elaine Donnelly

### Дети полнолуния (Children of the Full Moon)
Молодожёны хотят провести свой медовый месяц в деревенской глуши. На полпути их машина ломается, а Том (Кристофер Кейзнов) теряет управление. Машину не починишь и молодожёны решают идти через лес по тропе в поисках помощи. Некоторое время спустя они выходят к старинному дому, где хозяйка дома Арбой (Дайана Дорс) приютила, накормила, напоила и предоставила телефон для вызова помощи. Супруги решают остаться на ночь в доме по причине приезда буксира только на следующее утро. Арбой выделяет им комнату и просит чтобы ночью они никуда не ходили, объясняя это тем, что в доме живут восемь детей, которых ночные похождения супругов могут испугать. Однажды Том хотел вернуться к машине, но его напугало какое-то агрессивное животное, которое, как выяснилось впоследствии, является оборотнем.
Впервые серия была показана 1 ноября 1980 года. Режиссёр: Tom Clegg. В ролях: Кристофер Кейзнов, Celia Gregory, Дайана Дорс

### Карпатский орёл (Carpathian eagle)
Писательница Натали (Сюзанна Дэниел) пишет свою новую книгу, основанную на местной легенде о карпатском орле. По легенде орёл принимает облик красивой молодой девушки и соблазняет мужчин, а затем убивает их в постели. По мере написания книги начинают реально происходить описанные события. Тогда Натали вместе с полицейским Клиффом (Энтони Валентайн) вместе начинают расследование. И по мере того, как они распутывают это дело, вскоре оказываются в постели.
В эпизодических ролях сериала снялись Пирс Броснан и Морган Шеппард (он сыграл дядю Эльвиры). Впервые серия была показана 8 ноября 1980 года. Режиссёр: Francis Megahy. В ролях: Anthony Valentine, Suzanne Danielle, Pierce Brosnan

### Воины тьмы (Guardian of the Abyss)
Могучая секта хочет принести в жертву демону бездны беззащитную невинную девушку. Однако одним из условий приношения жертвы является её приход к алтарю по собственной воле. Её же приход был насильсвенным. В результате жертвоприношения девушка сходит с ума посмотрев в чёрное зеркало, из которого должен был появиться демон бездны. Ритуал провален. После этого Майкл (Рэй Лоннен), являясь коллекционером антиквариата, и его подруга приобретают на аукционе за довольно малую сумму точную копию этого чёрного зеркала. Вскоре к ним обращается странноватый человек с предложением выкупить зеркало за приличные деньги. Майкл отказывается и решает найти побольше информации о зеркале дабы продать его по реальной цене. Однажды Майкла, едущего на машине, останавливает девушка Элисон (Розалин Лэндон), которая сбежала от сектантов и просит помощи. Таким образом он узнаёт о существовании древней секты и о страшном предназначении чёрного зеркала.
Впервые серия была показана 15 ноября 1980 года. Режиссёр: Don Sharp. В ролях: Ray Lonnen, Rosalyn Landon, John Carson

### Посетитель из могилы (Visitor from the Grave)
В дом Пенни (Кэтрин Лей Скотт) врывается мужчина (Стенли Лебор) с требованием вернуть долг, который взял её муж. Пенни заявляет, что ничего не знает об этом и долге. Тогда незнакомец пытается изнасиловать Пенни, но она берёт ружье, которое находилось в шкафу, и убивает мужчину. После этого она падает в обморок. На утро с ночной смены приходит домой муж Пенни Гарри (Саймон МакКоркиндейл). Однако тело незнакомца исчезло, остались лишь кровавые следы на полу и на стенах, ведущие к выходу из дома и далее в лес. Гарри, направляясь по следу, приходит в лес и находит тело незнакомца. Тогда он решает его закопать, а следы крови в доме тщательно замывает. Машину незнакомца сбрасывают в болото. Жене Гарри велел молчать, не беспокоиться и больше не вспоминать происшедшего. Всё шло как обычно, но Пенни вдруг стала видеть убитого незнакомца везде куда бы ни пошла. После этого она стала верить, что незнакомец вовсе не мёртв.
Впервые серия была показана 22 ноября 1980 года. Режиссёр: Питер Сэсди. В ролях: Kathryn Leigh Scott, Simon MacCorkindale, Gareth Thomas

### Два лица зла (The Two Faces of Evil)
По безлюдной дороге едет на автомобиле семья — Жанет (Анна Алдер-Маршал), Мартин (Гэри Рэймонд) и их сын Дэвид (Пол Хокинс). К вечеру небо застилают тучи и начинается сильная гроза. С трудом справляясь с управлением Мартин чуть не сбивает одиноко стоящего на дороге человека в жёлтом капюшоне. Остановившись Мартин приглашает подвезти этого человека. Вскоре сказав что-то непонятное, подобранный человек вцепляется своей рукой в лицо Мартина, который теряет управление, и происходит авария. После этого Жанет просыпается в больнице, её сын в полном порядке и дожидается мать в приёмной. Больше всех не повезло Мартину — врачи до сих пор пытаются его спасти. Полиция, расследуя происшествие, находит труп человека неподалёку от места аварии, Жанет отказывается поглядеть на его лицо, а правой руки трупа не было обнаружено (на ней находился отвратительный коготь на безымянном пальце). Выписавшаяся из больницы Жанет и Дэвид арендуют небольшой дом и ждут выписки Мартина. Вскоре Мартин выписывается из больницы, но он плохо ходит, руки не работают и он не может говорить. Однако Жанет рада выздоровлению и не обращает на это внимания, но вскоре она начинает замечать всякие странности поведения за своим мужем. И она задаётся вопросом: действительно ли это её муж ?
Впервые серия была показана 29 ноября 1980 года. Режиссёр: Alan Gibson. В ролях: Anna Calder-Marshall, Gary Raymond. Paul Hawkins

### Знак Сатаны (The Mark of Satan)
Санитар Эдвин (Питер МакЭнери) работает в морге. Однажды в больницу привозят тело покончившего с собой сумасшедшего — он просверлил себе голову в районе виска дрелью. Во время того, как врачи пытались вернуть его к жизни он сказал: «Оставьте мою душу в покое». После этого он умер. Эдвину было поручено зашить тело после вскрытия и поместить его в девятую ячейку. Пока он делал это он размышлял о зарплате в девять фунтов, которую получил в начале дня (должны были заплатить 16). Задумавшись, Эдвин случайно уколол себя иглой шприца с трупным ядом. Коллеги по работе быстро обработали рану. С тех пор Эдвина постоянно окружают девятки — номер его дома, номера машин, номера глав и стихов из Библии, даже порядковый номер его имени. Эдвин начинает подозревать во всём этом заговор. По радио он слышит непонятные переговоры, а окружающие готовят жертвоприношение ребёнка.
Впервые серия была показана 6 декабря 1980 года. Режиссёр: Don Leaver. В ролях: Peter McEnery, Georgina Hale, Emrys James